# Yulin, Guangxi
Yulin, på kantonesiska Watlam, är en stad på prefekturnivå i den autonoma regionen Guangxi i södra Kina. Den ligger omkring 220 kilometer öster om regionhuvudstaden Nanning, vid överdelen av floden Nanliu, nära gränsen till Guangdong-provinsen. Staden hade 5,5 miljoner invånare 2010).

## Näringsliv
Yulin är ett kommersiellt centrum med ett relativt backigt jordbrukslandskap med produktion i huvudsak av frukt. Därutöver är Yulin en viktig vägknut med järnvägar och landsvägar åt alla håll. Industrin har -  ända sedan staden grundades 1983 - rationaliserats. Viktigast är textil-, maskin-, läkemedels- och livsmedelsindustri samt tillverkning av byggnadsmaterial.

## Kultur
Yulin är känt för sin litchi- och hundätarfestival, som hållits i staden sedan 1990 för att fira sommarsolståndet. Enligt lokal folktro skall hundkött hjälpa till med att fördriva kroppens kyla inför sommaren.  Vid festivalen slaktas omkring 10 000 hundar som steks hela på en kolbädd.

## Administrativ indelning
Yulin består av ett stadsdistrikt, fyra härad och en stad på häradsnivå:
- Stadsdistriktet Yuzhou (玉州区), 1 251 km², 910 000 invånare, centrum och säte för stadsfullmäktige;
- Häradet Xingye (兴业县), 1 487 km², 680 000 invånare;
- Häradet Rong (容县), 2 257 km², 770 000 invånare;
- Häradet Luchuan (陆川县), 1 551 km², 920 000 invånare;
- Häradet Bobai (博白县), 3 836 km², 1,5 miljoner invånare;
- Staden Beiliu (北流市), 2 457 km², 1,2 miljoner invånare.

## Klimat
Genomsnittlig årsnederbörd är 2 340 millimeter. Den regnigaste månaden är augusti, med i genomsnitt 371 mm nederbörd, och den torraste är januari, med 31 mm nederbörd.

### Fotnoter
1. ↑  ”worldpostmarks.net”. Arkiverad från originalet den 2 januari 2015. https://web.archive.org/web/20150102101710/http://worldpostmarks.net/HTML%20Countries/china.htm. Läst 22 juli 2015.
2. ↑  "10.000 hundar slaktas och äts upp – protester mot kinesisk festival", Dagens nyheter, 2015-06-16.
3. ↑  "I helgen slaktas 10.000 hundar och äts upp", SVT, 18 juni 2015.
4. ↑  GeoHive - China Arkiverad 30 juni 2015 hämtat från the Wayback Machine.
5. ↑  ”NASA Earth Observations: Rainfall (1 month - TRMM)”. NASA/Tropical Rainfall Monitoring Mission. Arkiverad från originalet den 11 maj 2020. https://web.archive.org/web/20200511075534/https://neo.sci.gsfc.nasa.gov/view.php?datasetId=TRMM_3B43M. Läst 30 januari 2016.

- Wikimedia Commons har media som rör Yulin, Guangxi.